# Barwa kasztanowa
Kasztanowy – ciemny kolor, czerwony zmieszany z brązowym. 
Nazwa pochodzi od barwy owoców kasztana. 